# Sinuhet
Sinuhet je staroegyptské osobní mužské jméno. Jeho egyptologický přepis sȝ-nht se do češtiny přepisuje jako Sinuhet, původní výslovnost nelze přesně zjistit.

## Výklad jména
Toto staroegyptské jméno v překladu znamená „syn sykomory“. Sykomora měla mezi stromy a keři, které se v Egyptě těšily posvátné úctě, mimořádné postavení. Jednalo se totiž o Strom života, Nebeský strom, který byl zasvěcen bohyním Nut a Hathor a sykomora byla někdy pokládána za jejich pozemské vtělení. Někdy byla Sykomora též označována jako strom bohyně Eset a vyskytuje se i v různých dalších mytologických příbězích ve spojitosti se světem bohů.
Díky tomu se jméno Sinuhet, třebaže v sobě neobsahuje jméno žádného z bohů, svým obsahem mohlo rovnat jménům odkazujícími se k nějakému bohu/bohyni, jako jsou třeba jména Sutech, Thutmose či Siamon.

### Přechýlená podoba jména
V ženské podobě by toto jméno vypadalo Sitnuhet respektive Satnehat, čili v překladu „Dcera sykomory“.

### Varianty přepisu v různých jazycích
- Sinuhet – čeština
- Sinuhe – nejrozšířenější varianta: angličtina, němčina, italština, švédština, finština, slovenština, polština a další
- Sinuhé – španělština, baskičtina, galicijština
- Sinuhė – litevština
- Sinouhé – francouzština
- Sinué – portugalština
- Szinuhe – maďarština
- sȝ-nht [ˈsiːʀ ˈnaːhaʔ]– pravděpodobná výslovnost v egyptštině[1][2][3]

## Význam jména v současnosti
Jedná se o jedno z nejznámějších egyptským nefaraonských jmen. Tato relativní popularita je dána tím, že jeho nositeli jsou hlavní postavy dvou známých literárních děl.
První Sinuhet je hrdinou významného staroegyptského literárního díla – Povídky o Sinuetovi, v níž Sinuhet vypráví svůj životní příběh formou autobiografie. Tato starověká povídka zároveň patří mezi nejznámější staroegyptská literární díla.
Ve dvacátém století se starověkým Sinuhetem volně inspiroval finský spisovatel Mika Waltari ke svému nejznámějšímu dílu – k historickému románu Egypťan Sinuhet. Přes shodu jmen ovšem obě literární postavy prožívají odlišné příběhy, jsou zasazeny do jiných období egyptských dějin a mají rozdílné charakteristiky.

## Nositelé jména
Nositelé tohoto jména jsou známi zatím v podstatě zatím jenom dva, z čehož o jednom se ví, že byl fiktivní postavou (Sinuhet v románu Mika Waltariho), u druhého (původní egyptská povídka) se to předpokládá. 
Krom těchto dvou se v naší sluneční soustavě nachází ještě jeden Sinuhet, který je však naší planetě poněkud vzdálen, planetka Sinuhe (jako název byl použit anglický přepis jména).

### Starověký Sinuhet
Tento Sinuhet je staroegyptskou literární postavou v povídce o Sinuhetovi, která je podána v podobě autobiografického vyprávění (např. český egyptolog František Lexa ji vydal pod názvem Vlastní životopis Sinuhetův) a třebaže někteří badatelé dříve připouštěli možnost Sinuhetovy skutečné existence[zdroj?], není znám žádný důkaz, že by skutečně žil. Jedinými zdroji o jeho osobě jsou dochované verze a úryvky této povídky. Forma příběhu je nejspíše dána velkou oblibou, které se v době vzniku těšil životopis jako specifický egyptský literární žánr. Na druhou stranu její autor byl velice dobře obeznámen se soudobými reáliemi života v Egyptě a v Levantě, protože informace a líčení v příběhu obsažené jsou ve shodě se svědectvím archeologických nálezů a písemných pramenů o době, do níž je zasazen, tj. o přelomu 20. a 19. století př. n. l.
Sinuhet vystupuje jako úředník za vlády Amenemheta I., prvního panovníka 12. dynastie. Náhodně vyslechne tajné sdělení o králově násilné smrti, která je historicky doloženou událostí. Protože se obává svůj život, raději uprchne z Egypta. Po překonání mnoha nebezpečí se dostává do Asie a vstupuje do služeb beduínského náčelníka. Požívá velké důvěry, později se sám stane náčelníkem a poté, co zvítězí v souboji s obrovským nepřítelem, stává se hrdinou a získává velké bohatství. Stále víc však touží vrátit se domů. Pověst o něm se mezitím dostane až k Amenemhetově nástupci Senusretovi I., který Sinuheta dopisem vyzve, aby se vrátil. Sinuhet je tak znovu přijat ke dvoru a král ho zahrnuje svou přízní.

### Waltariho Sinuhet
Podobně jako jeho jmenovec i tento Sinuhet autobiograficky líčí svůj život, avšak v jeho případě víme, že jeho ústy/perem k nám promlouvá ve své knize Egypťan Sinuhet finský spisovatel Mika Waltari.
Děj knihy je zasazen do starověkého Egypta, koncem 18. dynastie. Konkrétně se odehrává za vlády panovníků Amenhotepa III., Amenhotepa IV./Achnatona, Smenchkarea, Tutanchamona, Aje a Haremheba. Hlavním hrdinou je Sinuhet, jehož život sledujeme od dětství, přes studium lékařství a jeho cestování po mimoegyptských zemích až po jeho zapojení do bouřlivých událostí Achnatonovy reformy a nakonec jeho stáří během restaurace předreformních poměrů.
Waltariho Sinuhet je zhruba stejně starý jako Achnaton a narodil se tedy v přibližně v téže době. Podle toho lze přibližně stanovit, kdy se příběh odehrává, tedy v letech 1370 – 1300 př. n. l. (tedy 600 let po osudech svého jmenovce).

### Planetka Sinuhe
Tento Sinuhet je planetka z hlavního pásu asteroidů (čili mezi Marsem a Jupiterem) o průměru 61 km, kterou objevil 20. ledna 1939 Yrjö Väisälä v městě Turku, ve Finsku. Nejblíž Slunci byla planetka v únoru 2008, a to ve vzdálenosti 2,19 AU (v přepočtu přibližně 327 619 337 km). 
Znova se v této vzdálenosti vyskytla v září 2012. Nejvzdáleněji Slunci byla naopak v říjnu 2005 ve vzdálenosti 3,339 AU (v přepočtu přibližně 499 507 290 km); v této vzdálenosti se znovu vyskytla v červnu 2010. Pojmenována je variantou přepisu jména Sinuhet do angličtiny.